# 1648 Shajna
Az 1648 Shajna (ideiglenes jelöléssel 1935 RF) a Naprendszer kisbolygóövében található aszteroida. Pelageja Sajn fedezte fel 1935. szeptember 5-én.